# Ferenc Czvikovszky
Ferenc Czvikovszky (* 1. Januar 1932 in Pesterzsébet; † 16. November 2021 in Budapest) war ein ungarischer Fechter.

## Biografie
Ferenc Czvikovszky begann im Alter von 16 Jahren mit dem Fechten beim Budapesti VSC. Dort war Zoltán Schenker sein erster Trainer. Bei den Weltmeisterschaften 1957 konnte er im Mannschaftswettkampf mit dem Florett die Gold- und mit dem Degen die Silbermedaille gewinnen. Ein Jahr später folgte mit WM-Silber mit dem Florett seine erste Einzelmedaille. 1959 folgte im Florett eine weitere WM-Bronzemedaille mit der Mannschaft. Bei den Olympischen Sommerspielen 1960 nahm Czvikovszky im Florett-Mannschaftswettkampf teil, wo er mit dem ungarischen Team Vierter wurde. Im Folgejahr beendete er seine Karriere, nachdem er bei der Weltmeisterschaft Silber mit der Mannschaft im Florett gewonnen hatte.
Nach seiner Fechtkarriere blieb er dem Sport erhalten und fungierte als Kampfrichter und Generalsekretär des ungarischen Fechtverbandes. Czvikovszky war beruflich als Ingenieur tätig und hatte vier Kinder.